# تل بومة (ملاثاني)
تل بومة (بالفارسية: تل‌بومه) هي منطقة سكنية تقع في إيران في قسم ملاثاني الريفي. يقدر عدد سكانها بـ 1,010 نسمة.